# Episodi di Happy Endings (terza stagione)
La terza e ultima stagione della serie televisiva Happy Endings è stata trasmessa in prima visione negli Stati Uniti da ABC, emittente produttrice della serie, dal 23 ottobre 2012 al 3 maggio 2013. La stagione aveva già debuttato in prima visione assoluta in Canada su Citytv il 21 ottobre 2012.
L'episodio Il torneo di kickball apparteneva inizialmente alla seconda stagione di Happy Endings, ma non venne trasmesso dalla ABC poiché l'emittente lasciò spazio alla première di Non fidarti della str**** dell'interno 23. Il torneo di kickball venne poi trasmesso in prima visione assoluta nel Regno Unito da E4 il 17 maggio 2012 come finale di stagione (non rispettando la continuity della serie), e così accadde in vari altri Paesi (sempre in prima visione rispetto agli Stati Uniti, dove l'episodio rimase inizialmente inedito). In seguito, la ABC decise di accorpare Il torneo di kickball ai nuovi episodi della terza stagione.
In Italia la stagione è stata trasmessa in prima visione da Fox, canale satellitare della piattaforma Sky, dal 1° al 30 luglio 2013.
| nº | Titolo originale                     | Titolo italiano                           | Prima TV USA     | Prima TV Italia |
| -- | ------------------------------------ | ----------------------------------------- | ---------------- | --------------- |
| 1  | Cazsh Dummy Spillionaires            | Approfittatori occasionali                | 23 ottobre 2012  | 1º luglio 2013  |
| 2  | Sabado Free-Gante                    | Il sabato di Max                          | 30 ottobre 2012  | 2 luglio 2013   |
| 3  | Boys II Menorah                      | Due uomini e una menorah                  | 13 novembre 2012 | 3 luglio 2013   |
| 4  | More Like Stanksgiving               | Il giorno del Ringraziamento?             | 20 novembre 2012 | 4 luglio 2013   |
| 5  | P&P Romance Factory                  | P&P, un amore da favola                   | 4 dicembre 2012  | 5 luglio 2013   |
| 6  | To Serb with Love                    | Al serbo con amore                        | 11 dicembre 2012 | 8 luglio 2013   |
| 7  | No-Ho-Ho                             | Niente Natale                             | 18 dicembre 2012 | 9 luglio 2013   |
| 8  | Fowl Play/Date                       | Coscienza sporca                          | 6 gennaio 2013   | 10 luglio 2013  |
| 9  | Ordinary Extraordinary Love          | Uno straordinario amore ordinario         | 8 gennaio 2013   | 11 luglio 2013  |
| 10 | KickBall 2: The Kickening            | Il torneo di kickball                     | 13 gennaio 2013  | 30 agosto 2012  |
| 11 | The Ex Factor                        | Il fattore ex                             | 15 gennaio 2013  | 12 luglio 2013  |
| 12 | The Marry Prankster                  | Max il burlone                            | 29 gennaio 2013  | 15 luglio 2013  |
| 13 | Our Best Friend's Wedding            | Il matrimonio della nostra migliore amica | 29 gennaio 2013  | 16 luglio 2013  |
| 14 | In the Heat of the Noche             | Nel cuore della noche                     | 29 marzo 2013    | 17 luglio 2013  |
| 15 | The Straight Dope                    | Etero per i Bulls                         | 29 marzo 2013    | 18 luglio 2013  |
| 16 | The Incident                         | L'incidente                               | 5 aprile 2013    | 19 luglio 2013  |
| 17 | Bros Before Bros                     | Prima gli amici, poi gli amanti           | 5 aprile 2013    | 22 luglio 2013  |
| 18 | She Got Game Night                   | Stasera ha vinto lei                      | 12 aprile 2013   | 23 luglio 2013  |
| 19 | The Storm Before the Calm            | La tempesta prima della quiete            | 12 aprile 2013   | 24 luglio 2013  |
| 20 | The Ballad of Lon Sarofsky           | La ballata di Lon Sarofsky                | 26 aprile 2013   | 25 luglio 2013  |
| 21 | Un-sabotagable                       | Insabotabile                              | 26 aprile 2013   | 26 luglio 2013  |
| 22 | Deuce Babylove 2: Electric Babydeuce | Per noi sarete sempre bambini             | 3 maggio 2013    | 29 luglio 2013  |
| 23 | Brothas & Sisters                    | Fratelli e sorelle                        | 3 maggio 2013    | 30 luglio 2013  |

## Approfittatori occasionali
- Titolo originale: Cazsh Dummy Spillionaires
- Diretto da: Fred Goss
- Scritto da: David Caspe, Matthew Libman, Daniel Libman

### Trama
Tra i dubbi dei loro amici, Dave e Alex ricominciano a uscire insieme, senza però voler impegnarsi in una relazione seria. Nel frattempo, Max s'invaghisce del fisioterapista di Penny, costretta a riposo a causa di un brutto incidente, mentre Brad cerca di nascondere a Jane il malessere per la sua momentanea condizione di disoccupato.
- Guest star: Matthew Del Negro (Kent)
- Ascolti USA:[6] telespettatori 5.570.000 – share (18-49 anni) 1% – rating (18-49 anni) 1,8

## Il sabato di Max
- Titolo originale: Sabado Free-Gante
- Diretto da: Stuart McDonald
- Scritto da: Josh Bycel, Jonathan Fener

### Trama
Dave e Alex decidono di andare a vivere insieme, ma la ricerca di una nuova casa si rivela più problemativa del dovuto, a causa dei rispettivi tentennamenti circa il loro rapporto. Contemporaneamente, Jane cerca d'intromettersi a tutti i costi nei piani di Penny sull'acquisto di una nuova auto. Max insegna invece a Brad, ritrovatosi di colpo squattrinato, come trascorrere un sabato di relax e divertimento a Chicago senza spendere un soldo.
- Guest star: Rachael Harris (Suzanne)
- Ascolti USA:[7] telespettatori 4.310.000 – share (18-49 anni) 3% – rating (18-49 anni) 1,4

## Due uomini e una menorah
- Titolo originale: Boys II Menorah
- Diretto da: Eric Appel
- Scritto da: Dan Rubin, Lon Zimmet

### Trama
Max e Brad trovano lavoro come animatori di Bar mitzvah, ma tra i due scatta presto una grande invidia e rivalità; Penny, che aveva trovato ai due amici il nuovo impiego, è invece oggetto di molte attenzioni, non gradite, da parte dei giovani ragazzi presenti alle feste. Intanto, Dave e Alex chiedono consiglio a Jane su come evitare che il loro rapporto cada nell'ordinario, ma le cose non vanno nel verso sperato.
- Ascolti USA:[8] telespettatori 4.360.000 – share (18-49 anni) 4% – rating (18-49 anni) 1,3

## Il giorno del Ringraziamento?
- Titolo originale: More Like Stanksgiving
- Diretto da: Jay Chandrasekhar
- Scritto da: Leila Strachan

### Trama
Il gruppo festeggia il giorno del Ringraziamento guardando una vecchia puntata di The Real World, cui parteciparono Max e Brad nei primi anni 2000: a distanza di tempo, la visione del reality show porta alla luce imbarazzanti e scioccanti segreti incrociati tra gli amici. Mentre accade tutto ciò, Dave è fuori a far compere nel tentativo di organizzare un Ringraziamento in "stile Navajo", ma finisce suo malgrado per incappare in un disastro dietro l'altro.
- Ascolti USA:[9] telespettatori 4.380.000 – share (18-49 anni) 3% – rating (18-49 anni) 1,1

## P&P, un amore da favola
- Titolo originale: P&P Romance Factory
- Diretto da: Beth McCarthy-Miller
- Scritto da: Erik Sommers

### Trama
Penny è costretta, a causa di una commozione cerebrale, a indossare un voluminoso casco protettivo, proprio nel momento in cui incontra un nuovo ragazzo, Pete: i suoi tentativi di "nascondere" la cosa, rischiano di far naufragare la potenziale storia d'amore. Jane, nell'ambito del suo nuovo lavoro di venditrice di auto, è intanto in cerca di uno stratagemma per legare coi suoi colleghi maschi. Max e Dave sono invece alle prese con dei dolorosi ricordi d'infanzia, legati a delle stupide prese in giro tra bambini.
- Ascolti USA:[10] telespettatori 3.370.000 – share (18-49 anni) 3% – rating (18-49 anni) 1,3

## Al serbo con amore
- Titolo originale: To Serb with Love
- Diretto da: Victor Nelli, Jr.
- Scritto da: Jonathan Groff, Brian Gallivan

### Trama
I genitori di Jane e Alex festeggiano i vent'anni della loro piccola impresa familiare, un'azienda di materassi: nell'occasione, la sorella maggiore si sforza d'inventare una barzelletta, da declamare poi alla festa, che contenga tutti gli elementi preferiti del padre, mentre la minore confessa a Dave che ancora non ha informato i suoi della loro riconciliazione. Max si sente nel frattempo molto solo, ora che Penny ha una relazione stabile con Pete; per far ingelosire l'amica, il ragazzo si procura quindi una "nuova Penny" con cui spera di portare alla rottura tra i due: quando però Penny fa tutto da sola e rovina la sua storia con Pete, Max si sente in colpa e aiuta quindi la migliore amica a riconquistarlo.
- Guest star: Kulap Vilaysack (Nicole)
- Ascolti USA:[11] telespettatori 3.220.000 – share (18-49 anni) 3% – rating (18-49 anni) 1,2

## Niente Natale
- Titolo originale: No-Ho-Ho
- Diretto da: Michael Patrick Jann
- Scritto da: Prentice Penny

### Trama
In prossimità delle feste natalizie, il gruppo rimane basito quando scopre che Jane è nata il 25 dicembre, e che ha sempre mentito su questo aspetto perché, fin da piccola, odiava vedere il suo compleanno messo in ombra dalla più famosa ricorrenza; gli amici decidono quindi d'iniziare a festeggiare la nascita di Jane nel suo vero giorno, impegnandosi inoltre, non senza difficoltà, a eliminare ogni riferimento al Natale. Allo stesso tempo, Max cerca di vincere la sua dipendenza dallo zabaione, mentre Dave aiuta Penny a scegliere il regalo natalizio più adatto a Pete.
- Ascolti USA:[12] telespettatori 3.160.000 – share (18-49 anni) 4% – rating (18-49 anni) 1,3

## Coscienza sporca
- Titolo originale: Fowl Play/Date
- Diretto da: Rob Greenberg
- Scritto da: Sierra Teller Ornelas

### Trama
Brad e Penny si convincono di aver accidentalmente ucciso Tyler, il pappagallo razzista di Alex; in colpa per l'accaduto, i due escogitano un piano per tenere all'oscuro dell'accaduto l'amica, e lavarsi così la coscienza. Dave e Jane cercano invece, con fin troppa insistenza, di combinare degli appuntamenti romantici al solitario Max.
- Ascolti USA:[13] telespettatori 2.400.000 – share (18-49 anni) 3% – rating (18-49 anni) 1,0

## Uno straordinario amore ordinario
- Titolo originale: Ordinary Extraordinary Love
- Diretto da: Michael Price
- Scritto da: Daniel Chun

### Trama
Quando una giovane popstar acquista un vestito nella boutique di Alex, Penny vede l'occasione per sfruttare la cosa a livello pubblicitario. Jane, assieme a Derrick, cerca intanto di tirar su di morale un Max in crisi, facendo un giro di tutti i gay bar della città per trovare all'amico la sua precisa "identità omosessuale". Nel frattempo, Brad e Dave sono alle prese con delle piccole riparazioni casalinghe che si rivelano più ostiche del previsto.
- Ascolti USA:[14] telespettatori 3.660.000 – share (18-49 anni) 4% – rating (18-49 anni) 1,4

## Il torneo di kickball
- Titolo originale: KickBall 2: The Kickening
- Diretto da: Gail Lerner
- Scritto da: Jackie Clarke, Gil Ozeri

### Trama
Alex iscrive tutti gli amici, a loro insaputa, a un torneo di kickball. La ragazza ne è entusiasta, mentre l'interesse del resto del gruppo per l'iniziativa si rivela decisamente scarso: Max si nomina allenatore, ma fa di tutto per ottenere il minimo; Penny sembra più avvezza a tentare conquiste sentimentali che non a giocare; infine Jane, per via del suo spirito competitivo, diserta per unirsi alla squadra data per favorita.
- Ascolti USA:[15] telespettatori 2.070.000 – share (18-49 anni) 2% – rating (18-49 anni) 0,9

## Il fattore ex
- Titolo originale: The Ex Factor
- Diretto da: Fred Goss
- Scritto da: Leila Strachan

### Trama
Quando Ryan, lo storico ex di Jane, arriva a Chicago per farle visita, Brad è sorpreso nell'apprendere che si tratta in realtà di una donna. Max è intanto alle prese con un nuovo coinquilino, Chase, il quale sembra nascondere molti segreti: quando lo stesso scompare per qualche tempo, Max, Dave e Alex incominciano a indagare sulla vita privata del ragazzo. Penny è invece a disagio nell'uscire con la combriccola di amici di Pete, così diversa dal suo abituale gruppo.
- Guest star: Briga Heelan (Ryan)
- Ascolti USA:[16] telespettatori 3.050.000 – share (18-49 anni) 3% – rating (18-49 anni) 1,3

## Max il burlone
- Titolo originale: The Marry Prankster
- Diretto da: Rebecca Asher
- Scritto da: Jackie Clarke, Gil Ozeri

### Trama
Dopo che gli amici hanno organizzato un pesante scherzo ai danni di Max, questi giura di vendicarsi su ognuno di loro: i piani di vendetta del ragazzo s'intersecano col terrore di Alex, che fa di tutto per arrivare a un accordo con Max pur di non essere scherzata, con la proposta di matrimonio di Pete a Penny, che la ragazza scambia per una burla dell'amico, e coi sabotaggi di Dave, che da par suo cerca di stare sempre un passo avanti a Max. Intanto, Jane è interdetta quando scopre che Brad ha accettato un lavoro come animatore in una ludoteca, un incarico decisamente inferiore al suo curriculum.
- Ascolti USA:[17] telespettatori 2.920.000 – share (18-49 anni) 3% – rating (18-49 anni) 1,2

## Il matrimonio della nostra migliore amica
- Titolo originale: Our Best Friend's Wedding
- Diretto da: Rob Greenberg
- Scritto da: Hilary Winston

### Trama
Quando Penny e Pete entrano in contrasto sul tipo di cerimonia nuziale da organizzare, Jane prende la palla al balzo per proporsi come wedding planner, invitando i futuri sposi a una fiera matrimoniale; nello stesso luogo, Max e Brad vengono scambiati per una coppia gay, mentre Dave e Alex sono costretti ad affrontare tutti i problemi irrisolti dai tempi delle loro mancate nozze.
- Ascolti USA:[17] telespettatori 2.850.000 – share (18-49 anni) 3% – rating (18-49 anni) 1,2

## Nel cuore della noche
- Titolo originale: In the Heat of the Noche
- Diretto da: Josh Bycel
- Scritto da: Matthew Libman, Daniel Libman

### Trama
Brad viene a sapere dal suo capo che la ludoteca è a rischio chiusura a causa dei troppi debiti; onde evitare ciò, chiede aiuto agli amici per mettere in piedi delle attività ricreative atte a risollevarne le sorti. Intanto, Penny e Max cercano di essere più indipendenti dai loro rispettivi partner — nello specifico, evitando di rispondere ossessivamente ai loro SMS —, e per far ciò ricorrono a una illegale medicina sudamericana che concilia il sonno; la situazione degenera quando i due amici sviluppano una tolleranza al preparato.
- Guest star: David Alan Grier (Terry Chuckles)
- Ascolti USA:[18] telespettatori 2.970.000 – share (18-49 anni) 3% – rating (18-49 anni) 0,9

## Etero per i Bulls
- Titolo originale: The Straight Dope
- Diretto da: Steven Sprung
- Scritto da: Lon Zimmet, Dan Rubin

### Trama
Max si finge eterosessuale per poter frequentare una ragazza in possesso di un abbonamento alle partite dei Chicago Bulls; Penny e Brad, considerando sbagliato questo comportamento, cercano di mettere l'ignara giovane di fronte alla verità. Nel frattempo Alex, stanca di essere considerata solo una bionda senza cervello, inizia ad acculturarsi con la lettura di libri e quotidiani, provocando in breve un ribaltamento delle precedenti dinamiche in essere con la sorella Jane e col fidanzato Dave.
- Guest star: Abby Elliott (Katie)
- Ascolti USA:[18] telespettatori 2.290.000 – share (18-49 anni) 3% – rating (18-49 anni) 0,7

## L'incidente
- Titolo originale: The Incident
- Diretto da: Ken Whittingham
- Scritto da: Erik Sommers

### Trama
Andando per la prima volta dallo stesso parrucchiere di Alex e Jane, Max scopre che le due sorelle si raccontano alle spalle molti pettegolezzi e cattiverie sul rispettivo conto; l'incapacità del ragazzo di mantenere la bocca chiusa, porta a una vera e propria "guerra" tra le sorelle Kerkovich. Penny si fa invece rubare da sotto il naso il furgone da cibo da strada di Dave, e assieme all'amico si dà da fare per recuperarlo.
- Guest star: RuPaul (KrisJahn)
- Ascolti USA:[19] telespettatori 3.280.000 – share (18-49 anni) 4% – rating (18-49 anni) 1,1

## Prima gli amici, poi gli amanti
- Titolo originale: Bros Before Bros
- Diretto da: Eric Appel
- Scritto da: Jason Berger

### Trama
In vista del matrimonio, Alex convince Penny a rintracciare suo padre, che la ragazza non vede da trent'anni. Intanto, nel suo lavoro, Dave è alle prese con un acerrimo rivale brasiliano che non disdegna le maniere forti: per ripicca, il ragazzo chiede a Brad e Max di aiutarlo a sabotare il furgone dell'uomo, ma in questo frangente l'amico gay s'innamora, ricambiato, del figlio di questo ultimo; Max si ritrova così preso tra due fuochi.
- Guest star: Andy Richter (Roy)
- Ascolti USA:[19] telespettatori 2.690.000 – share (18-49 anni) 4% – rating (18-49 anni) 1,0

## Stasera ha vinto lei
- Titolo originale: She Got Game Night
- Diretto da: Kyle Newacheck
- Scritto da: Brian Gallivan

### Trama
Penny inizia ad avere dei ripensamenti sulle sue prossime nozze con Pete; Jane decide allora che il modo migliore per fugare i dubbi dell'amica, è organizzare una serata di giochi tra coppie per testare la conoscenza reciproca. Dave ha invece tutt'altri pensieri, indeciso se portare avanti il suo attuale lavoro da cuoco ambulante, o accettare un posto fisso in un ristorante.
- Ascolti USA:[20] telespettatori 2.730.000 – share (18-49 anni) 3% – rating (18-49 anni) 0,8

## La tempesta prima della quiete
- Titolo originale: The Storm Before the Calm
- Diretto da: Kyle Newacheck
- Scritto da: Prentice Penny

### Trama
Dopo la rottura con Pete, Penny si butta nel teatro scrivendo un musical autobiografico sulla sua recente storia d'amore, mal sopportata in questo dai suoi amici. Max e Alex vengono nel frattempo ingaggiati da un sedicente esperto di guerriglia marketing per promuovere dei bizzarri prodotti.
- Ascolti USA:[20] telespettatori 2.080.000 – share (18-49 anni) 2% – rating (18-49 anni) 0,7

## La ballata di Lon Sarofsky
- Titolo originale: The Ballad of Lon Sarofsky
- Diretto da: Fred Goss
- Scritto da: Jackie Clarke, Gil Ozeri

### Trama
Brad e Jane tentano di combinare una cena a quattro con Penny e un ragazzo a lei gradito, ma a sorpresa la ragazza finisce per legarsi al viscido e irritante capo di Jane. Nel mentre, Max è intenzionato a racimolare qualche soldo partecipando al concorso "Mister Super Gay Chicago", ma i consigli di Dave e Alex su come battere tutti gli altri concorrenti rischiano invece di condurlo alla sconfitta.
- Ascolti USA:[21] telespettatori 2.190.000 – share (18-49 anni) 2% – rating (18-49 anni) 0,6

## Insabotabile
- Titolo originale: Un-sabotagable
- Diretto da: Tristram Shapeero
- Scritto da: Jonathan Fener

### Trama
Chase, l'ex coinquilino di Max, reo a suo tempo di aver smascherato la sua doppia vita, ritorna con l'obiettivo di vendicarsi, ma desiste quando capisce che l'esistenza del ragazzo è abbastanza patetica; in seguito a ciò, Jane aiuta quindi Max a migliorare la sua vita. Da par suo Dave, nel cercare di porre un freno all'istintività di Alex, la sfida a utilizzare tutti i suoi buoni di Groupon che giacciono inutilizzati.
- Ascolti USA:[21] telespettatori 1.730.000 – share (18-49 anni) 2% – rating (18-49 anni) 0,6

## Per noi sarete sempre bambini
- Titolo originale: Deuce Babylove 2: Electric Babydeuce
- Diretto da: David Caspe
- Scritto da: Matthew Libman, Daniel Libman

### Trama
Dave e Penny rimangono a dir poco sconvolti quando apprendono che i loro genitori, i quali ormai si frequentano stabilmente, stanno valutando l'idea di adottare un bambino; ritenendoli ormai troppo anziani per badare a un figlio, i due amici si danno da fare per farli desistere dall'intento. Brad e Jane sentono invece il bisogno di nutrire degli interessi lontano dai loro abituali amici, e fanno domanda per entrare in un circolo di tennis; Max e Alex, una volta venuti a conoscenza della cosa, cercano di metter loro i bastoni tra le ruote.
- Ascolti USA:[22] telespettatori 2.680.000 – share (18-49 anni) 3% – rating (18-49 anni) 0,8

## Fratelli e sorelle
- Titolo originale: Brothas & Sisters
- Diretto da: Rebecca Asher
- Scritto da: Josh Bycel, Leila Strachan

### Trama
Brooke, la terza delle sorelle Kerkovich, annuncia le sue nozze. Jane ha il compito di organizzare la cerimonia, ma incontra mille difficoltà per via della soggezione che nutre nei confronti della sorella maggiore. Dave e Alex, intanto, avevano deciso di comune accordo di chiudere la loro relazione, ma di non rivelare nulla prima dell'imminente matrimonio; entrambi si fanno però sfuggire la notizia con Max e Penny i quali, per tappare la falla, il giorno delle nozze di Brooke decidono di mettere in giro dei falsi pettegolezzi, in modo da distogliere l'attenzione dall'ormai ex coppia.
- Guest star: Stephanie March (Brooke Kerkovich)
- Ascolti USA:[22] telespettatori 2.170.000 – share (18-49 anni) 2% – rating (18-49 anni) 0,7